# We're Back!
We're Back! è il terzo singolo estratto dal secondo album del gruppo musicale The Lonely Island Turtleneck & Chain.